# Sant Cristòfol de Premià
L'església de Sant Cristòfol de Premià és una església parroquial de Premià de Mar (Maresme). La rectoria de la parròquia de Sant Cristòfol és un edifici eclèctic del segle xix. Ambdues estan protegides com a béns culturals d'interès local.

## Església
És de planta de creu llatina, amb una nau central, dues de laterals separades per arcs de mig punt sobre pilars i una de transversal que no sobrepassa l'amplada de les anteriors. Està coberta per volta de canó amb llunetes, el creuer està cobert per una volta esfèrica aixecada sobre petxines, amb una torre llanterna central.
A l'exterior hi ha un campanar de torre octogonal, reformat per Lluís Bonet i Garí, a inicis del segle xx, on s'afegí un petit minaret sobre l'antic campanar. D'aquesta manera sembla seguir un estil més proper a la d'algunes esglésies de Castelló, d'influència mossàrab.
La façana barroca amb un tester que combina les línies concavoconvexes amb una portada de granit. Aquesta portada arquitravada es pot dir que és un relleu treballat sobre la llinda i els brancals que presenta nombrosos relleus amb motius ornamentals. De l'interior sobresurt el baldaquí de l'altar major, amb columnes barroques de tipus salomònic.

## Rectoria

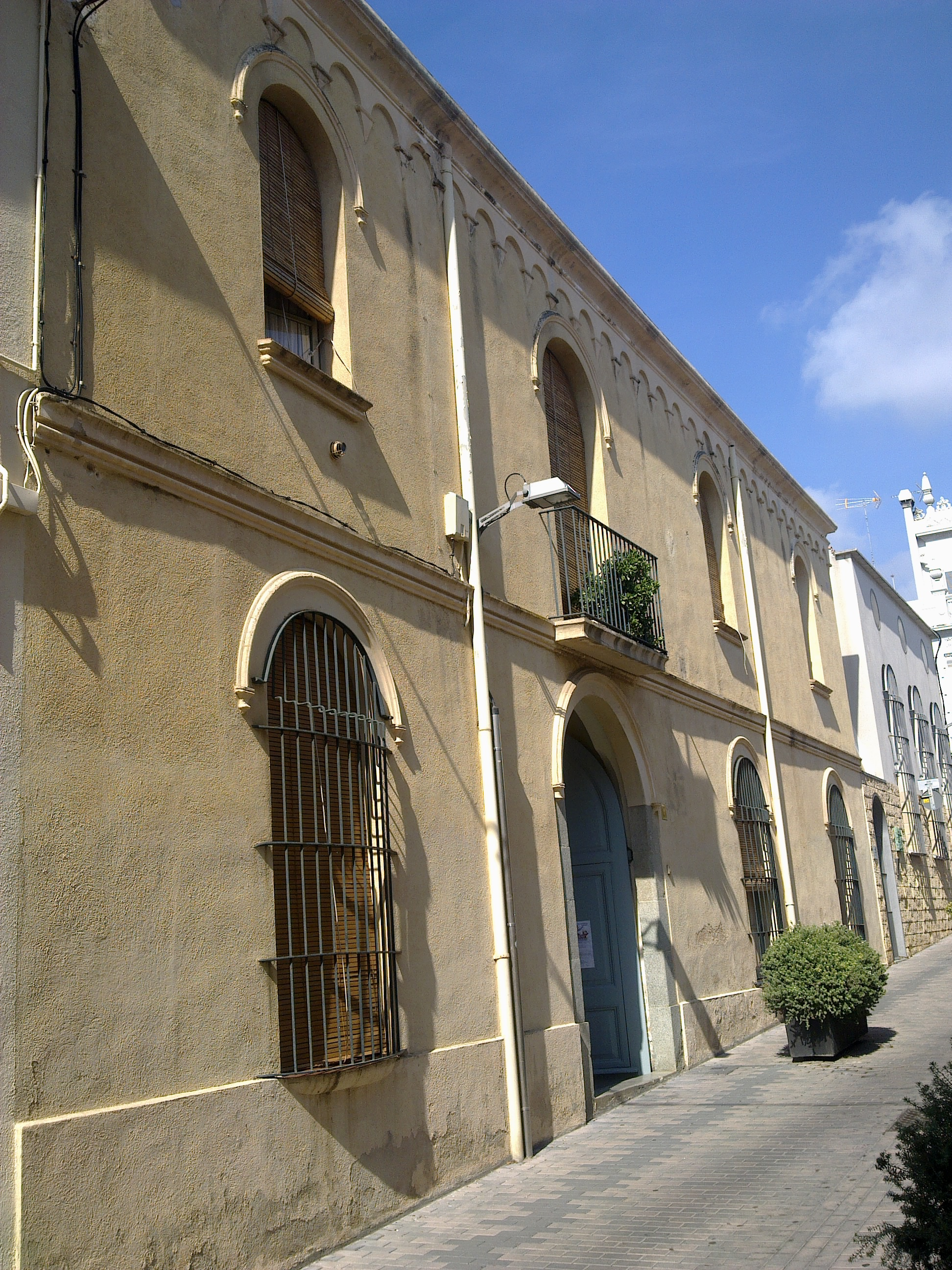
Rectoria

És un edifici situat al carrer del mateix nom, no gaire allunyat de l'església de Sant Cristòfol. Molt ben conservada, és d'estil popular però amb certs elements decoratius de la façana (arcuacions llombardes, arcs i mènsules a les finestres) més d'estil eclèctic que historicista. La utilització d'elements d'estil medieval en façanes és molt propi encara a principis del segle XX d'edificis de vinculació eclesiàstica.

## Història
L'església fou iniciada i beneïda el 1820. Fou parròquia independent de Premià de Dalt l'any 1841. Fou molt malmesa el 1936 i reconstruïda el 1940 a partir dels plànols d'Artur Puig i Riera seguint les línies de la primera.
L'altar major, de tipus barroc, és obra de Lluís Bonet Garí, i en realitat només aprofita unes columnes salomòniques provinents d'una església de Navarra. La torre del campanar és del mateix autor.
Els rectors que han dirigit la parròquia des de la seva creació han estat:
1. Mn. Jaume Maratona, ecònom, juliol 1841-1844
2. Mn. Felip Masip, ecònom, 1844-1849
3. Mn. Isidre Prims, 1r rector, 1849-1853
4. Mn. Manuel Seda Riera, maig 1854 - març 1895
5. Mn. Julià Casanovas Vilà, agost 1895 - novembre 1895
6. Mn. Francesc Barnis Bros, novembre 1895-1897
7. Mn. Josep Pla Badia, 1897-1900
8. Mn. Jaume Terrats Tustó, abril 1900 - juliol 1904
9. Mn. Josep Puig Moliné, desembre 1904-1916
10. Mn. Salvador Barané Ribera, ecònom, 1916 - maig 1917
11. Mn. Joan B. Martí Casas, maig 1917 - abril 1923
12. Mn. Miquel Nicolau Faure, ecònom, maig 1923 - gener 1924
13. Mn. Josep Paradeda Sala, febrer 1924 - juliol 1936 i març 1939 - gener 1948
14. Mn. Manel Torrents Comas, febrer 1948 - desembre 1968
15. Mn. Josep M. Mas Franch, març 1969 - agost 1971. Fill de Premià
16. Mn. Felip Casañas i Guri, setembre 1971 - gener 1981
17. Mn. Julià Maristany del Rayo, febrer 1981 - desembre 1990
18. Mn. Jaume Castellví Masjuan, gener 1991 - setembre 2004
19. Mn. Joan Miranda Pérez, setembre 2004 - setembre 2011
20. Mn. Bernat Gimeno Capin, setembre 2011 - setembre 2018
21. Mn. Pau Roger Codinahc, administrador, setembre 2018.[3]